# DJ Knick Neck

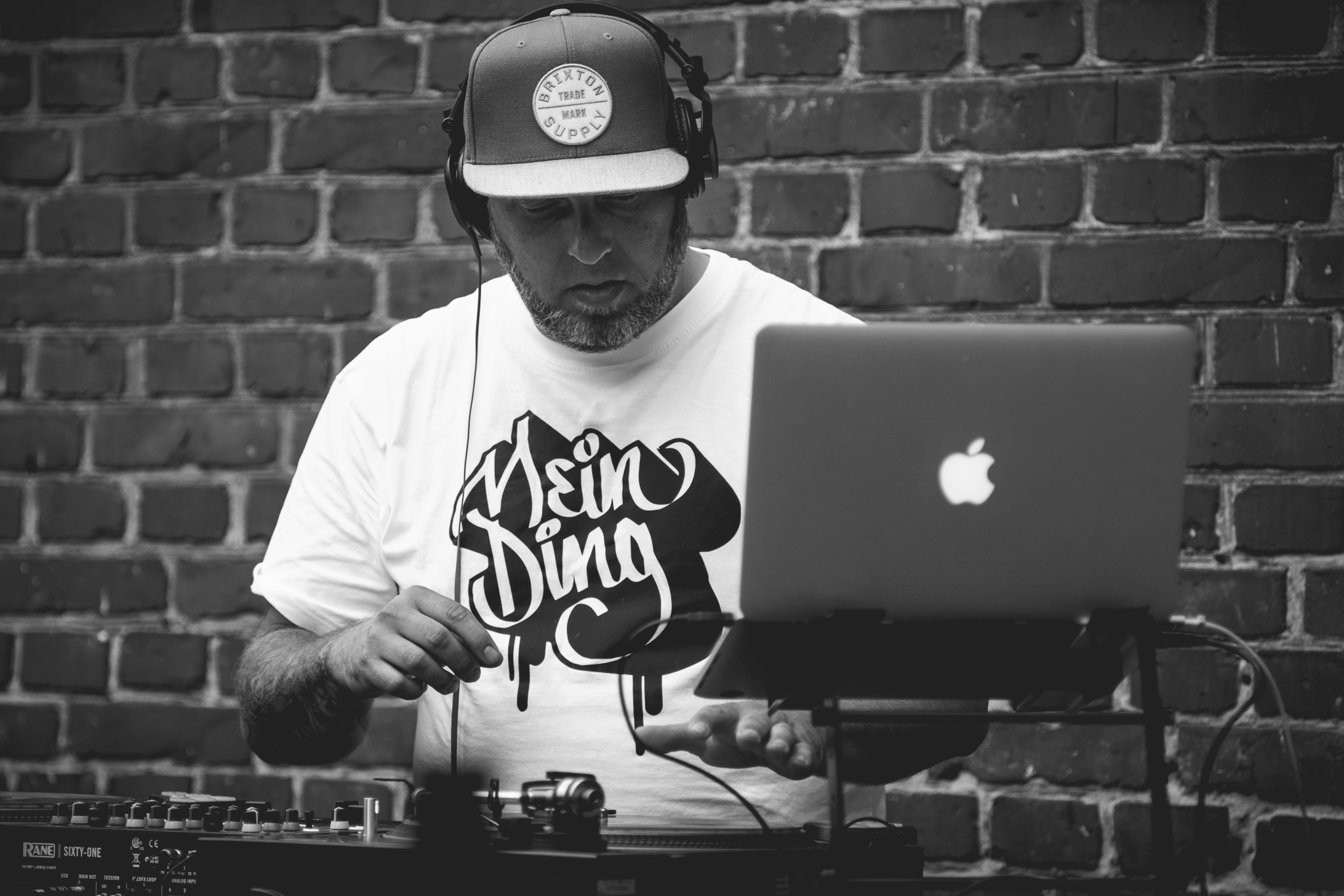

DJ Knick Neck (* 15. November 1973 in Brandenburg, bürgerlich Jens Rettig) ist ein deutscher DJ und Musikproduzent. 1987, in der damaligen DDR, wurde er von dem Film-Klassiker Beat Street inspiriert. Mit Plastik-Schallplatten mit Walgesang aus der FRÖSI und alten Schlagerplatten machte er seine ersten Scratch-Erfahrungen auf alten DDR-Plattenspielern. Durch die ersten eigenen Platten, wie Digital Underground, EPMD, Public Enemy, Gangstarr wurde er später inspiriert auch eigene Beats zu produzieren.
Während seiner gesamten bisherigen Deejay- und Produceraktivitäten hat der Potsdamer mit Künstlern wie Advanced Chemistry, Islamic Force, Torch, Massive Töne, Das EFX, Grandmaster Flash, ODB, Budda Monk, Gangstarr, Afura, Freddy Fox und für Dela Soul das Warm-up bereitet.

## Biografie

### PDM-Posse
1990 gründete er mit Crystal K. zusammen die Formation „ACrewComesAlife“ („ACCA“). Ein Jahr später gründet sich aus den Potsdamer Bands „ACCA“, „JEWS AS CRUX“, „BASEMENT PROJEKT“ und den „FRESH BOYS“ die PDM-POSSE. Die übriggebliebenen Musiker formten sich dann zur PDM-POSSE, wie man sie aus den 1990er Jahren kennt. Die Rapper Buzz TS, Crystal Klear und die DJ K.S. und DJ Knick Neck tourten durch den Osten des Landes, z. B. auch als Vorband von „Advanced Chemistry“.
Die erste Veröffentlichung erschien 1993 auf dem ersten Berliner Hip-Hop Sampler der SWAT-Posse „VibraZone“. 1996 erschien das Debütalbum der PDM POSSE „MADSTOP“. Zu derselben Zeit formierte sich aus dem Umfeld der PDM-POSSE die Crew „DA MASH“ mit den Rappern Poise, RAZ (aka. JoeRilla, Haudegen), DAVE Q. und den Produzenten Spinmaster K.S. und DJ Knick Neck.
1997 erschien die nächste Scheibe unter dem Titel „PLUS & MINUS / DA MASH“. Im selben Jahr wird die RUNEX & SOLOIST-LP „NO SOFTENERS“ veröffentlicht, zu der DJ Knick Neck seine musikalische Note zusteuerte. 1998 folgte dann das letzte Album der PDM-POSSE „LAST EXTREMETIES“. Kurz danach löste sich die Crew auf.

### Die Jahre danach
Von den frühen 1990er Jahren an rockte DJ Knick Neck meist zusammen mit Spinmaster K.S. Potsdamer und Berliner Clubs an den Turntables. Es folgten erste verschiedene deutschsprachige Rap-Projekte. Zu nennen wäre das 1999 über Mellow-Vibes-Records (Wildstyle-Shop Berlin), veröffentlichte Tape „PDM-Channel 2000fm-Blowtime“. Darauf waren Tracks von z. B. SMC, Joe Rilla, Damion Davis, Soloist, P.Smoove u. v. m.
2000 gründet Dj Knick Neck mit MC Poise, Yanik, Tati und David Develist die (WWC) „Wörter-Wrestler-Crew“. Deren erste Veröffentlichung ist auf dem ersten „Berlin Skillz“-Sampler zu hören. Ebenfalls 2000 gründet sich die Spinmastaz-Crew, ein Team von DJ ́s mit Knick Neck und K.S. an der Spitze und u. a. D-Ice, DJ Node, DJ Marzn und DJ Zyklop. 2001 produzieren DJ Knick Neck & K.S. einen Remix für Zulu (Wildstyle) Ben ́s „2Komponenten“-Single. Weitere Beats produzierte Knick Neck für die im selben Jahr erscheinende „1Deutige 2Deutigkeiten“-LP der ANALPHABETEN.

### PDM-Caravan Records
Im selben Jahr setzen sich DJ Knick Neck, DJ ZYKLOP und DJ NODE zusammen und gründen im Juli 2002 das Potsdamer Hip-Hop Label „PDM-CARAVAN-RECORDS“. Die erste Veröffentlichung des Labels ist das Album „CARAVANS RETURN“ LP/CD. Auf Beats von DJ Knick Neck & K.S. geben Undergroundkünstler wie Rhymez & Prok, Hecklah & Coch, David Develist, Dave Q, P-Smoove, ZM-Jay, Poise und andere ihre Lyrics zum Besten. Im selben Jahr stoßen DJ Knick Neck und der Rapper CICERO aufeinander, und schmieden Pläne eines neuen Projektes (BIG DEEL). 2004 erscheint das Album „Otaku – HipHop“, ein Sampler mit Beats von DJ Knick Neck, DJ K.S.
2006 produzierte DJ Knick Neck zusammen mit Prok (Rhymez&Prok) den „PDM-Bring it Back“ Sampler. Danach folgten einige Mixtapes z. B. mit Poise dem Berliner Hip-Hop Urgestein „Daily Routine“ Mixtape (2011). Das Album mit Rhymez & Prok „Impulse“ (2012), das komplett auf Soul Samples basiert und eine Hommage an die 1970er Jahre darstellt, folgt. Darauf folgte das „48 Stunden“ Mixtape (2012) von Rapper Prok, was er komplett in 48 Stunden geschrieben und aufgenommen hat, zum freedownload.
Am 21. Dezember 2012 released DJ Knick Neck sein Album „Meine Stadt“, auf dem er die Potsdamer Hip-Hop-Szene vereinte. 2013 veröffentlicht er über sein Label PDM-Caravan Records das Album des Verler Rapper Inspeckta „Roadtrip-I30“ mit dem er schon seit Jahren zusammenarbeitet.

## Diskografie

### Alben / Mixtapes
- 1996 PDM-Posse „MADSTOP“
- 1997 PDM-Posse „Plus&Minus/Da Mash“
- 1998 PDM-Posse „Last Extremities“
- 2000 PDM Channel 2000FM „Blowtime“ Mixtape
- 2002 Dj K.S.& Dj Knickneck „Caravans Return“
- 2004 PDM-Caravan „OTAKU Hip-Hop“ Sampler
- 2005 Big Deel „Deelala“
- 2006 DJ KnickNeck & Prok „PDM-Bring it Back“
- 2009 Big Deel „GEIL“
- 2011 PDM Bring it Back „Runde 2 Mixtape“
- 2011 Poise & KnickNeck „Daily Routine“ Mixtape
- 2011 Prok (Rhymez &Prok) „Nur 24 Stunden“ Mixtape
- 2012 Rhymez & Prok „IMPULSE“
- 2012 DJ Knick Neck „Meine Stadt “
- 2013 Inspeckta „Roadtrip – I30“
- 2015 Poise „Poise in the Hood(Kein Weg zurück)“
- 2017 Fab Kush „Mein Ding“
- 2023 DJ Knick Neck „If you like dope beats…Listen to this“
- 2025 DJ Knick Neck & Mr. Dood „The Golden Tape“

### Produktionen (Beats & Scratches)
- 1993 SWAT Posse „Vibrazone“ Sampler
- 1998 Runex & Soloist „No Softeners“
- 2000 Berlin Skills Nr.1 „WWC(wörtawrestlercrew)“
- 2001 2-K 12’inch „Wahrheit Part1“
- 2001 ANALPHABETEN. „1Deutige 2Deutigkeiten“
- 2002 Rhymez & Prok „Heimatliche Laute“
- 2003 Komm ausm Arsch „Wir Leben“ Sampler
- 2003 Hecklah & Coch „Grundausbildung“
- 2003 Rhymez & Prok „Reflexe“
- 2004 Hecklah & Coch „Über alles in der Welt“
- 2005 www.raponbeatz.de „Rap on Beatz“
- 2005 Dra-Q & Jamie White „Back In The Tapez“ - Tribute to the 90’s
- 2005 Joe Rilla „Aus Der Platte Auf Die Platte“ – Ostwest (feat.Sido)
- 2006 Nic Knatterton & Johanna „Knatterton goes Popmusik“
- 2006 PDM Headquarter „In vollen Zügen“
- 2008 Nic Knatterton & Johanna „Eine Runde Mitleid“
- 2008 Dra-Q „Hoffnung“
- 2010 Antihelden „Kampf der Veteranen“
- 2012 Nic Knatterton & Johanna „Nic’s Neues“
- 2012 Chefkoch „Friss oda Stirb“
- 2013 Jaycop „auf jedenfall vielleicht“
- 2013 Scar & Camufingo "WORTGEFECHT" Mixtape
- 2017 Mr. Jawbone „Mit den Sneakers im Sand so wie Spielplatz“
- 2017 Fab Kush & Mr. Jawbone "Seitenstreifen (feat. Cora E)" - EP
- 2017 DJEA "Wir Zwei" - Single
- 2018 DJEA "Zappzarapp(Die EP)"- EP

### Musikproduktionen (Film/Theater)
- 2014 Musikproduktion für das Theaterstück „Das Herz eines Boxers“ (Lutz Hübner) Regie Remo Phillip (Hans Otto Theater Potsdam)